# HSBC Trinkaus & Burkhardt
HSBC Deutschland, vollständig 
HSBC Continental Europe S.A., Germany, zuvor HSBC Trinkaus & Burkhardt, ist eine international ausgerichtete Geschäftsbank mit Sitz in Düsseldorf, die aus dem Bankhaus C. G. Trinkaus hervorging.

## Geschichte

### Handelshaus Jaeger
Den Grundstein legte 1785 Christian Gottfried Jaeger (1760–1852) mit der Gründung seines Handelshauses für Farbhölzer, Chemikalien und Kolonialwaren in Düsseldorf. Der kinderlose Jaeger nahm Anfang des 19. Jahrhunderts zwei Familienangehörige in das Geschäft auf, seinen Neffen Christian Gottfried Trinkaus und Adolf Pfeifer aus der Familie seiner Stiefmutter. Der aus Trarbach stammende Pfeiffer machte den Weinhandel zeitweise zu einem der bedeutendsten Geschäftszweige des Unternehmens, während Trinkaus den Geldhandel forcierte.

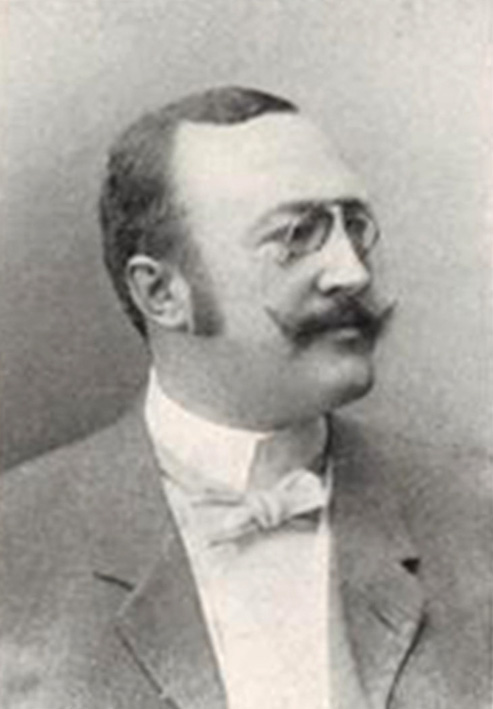
Wilhelm Pfeiffer jun., Bankier und Stadtabgeordneter in Düsseldorf, Kunst-Ausschuss und Delegierter der Internationalen Kunstausstellung im Kunstpalast Düsseldorf, 1904

### Familiengeführte Privatbank bis 1929
Am 19. April 1852 starb Christian Gottfried Jaeger. Christian Gottfried Trinkaus erbte das Unternehmen, führte es unter seinem Namen fort und konzentrierte sich von da an ganz auf das Bankgeschäft. Wilhelm, der Sohn von Adolf Pfeiffer, wurde Prokurist des Bankhauses. Trinkaus’ 1843 geborener gleichnamiger Sohn Christian Gottfried Trinkaus stieg 1864 in das väterliche Geschäft ein. 1916 beteiligte sich die Deutsche Bank mit einer Einlage von 1 Million Mark an dem Bankhaus, das dabei in eine Kommanditgesellschaft umgewandelt wurde. Bis 1929 blieben aber die Familien Pfeiffer und Trinkaus die bestimmenden Kräfte im Bankhaus: Max Trinkaus, nach welchem das Trinkaus-Palais an der Hofgartenstraße 14 benannt wurde – Enkel von Christian Gottfried Trinkaus sen. – starb 1929 kinderlos, nachdem bereits 1921 seine weiteren Familienangehörigen als Kommanditisten ausgeschieden waren und Wilhelm Pfeiffer junior (1861–1934), seit 1885 Mitinhaber, Schwiegersohn des Ernst Schiess, sich im selben Jahr in den Ruhestand zurückgezogen hatte.

### C. G. Trinkaus unter verschiedenen Investoren
Seit 1922 war Carl Wuppermann für die Deutsche Bank Gesellschafter bei Trinkaus. Er fusionierte 1930 die Privatbank mit dem Bankhaus E. W. Engels & Co. Im Jahr 1972 fusionierte das Bankhaus C. G. Trinkaus & Co. mit dem Essener Bankhaus Burkhardt & Co. und nannte sich von da an Trinkaus & Burkhardt. Die Citibank erhöhte 1974 ihre Beteiligung von 15 % auf 51 %.
Die Mehrheitsanteile am Bankhaus Trinkaus & Burkhardt erwarb 1980 die Londoner Midland Bank. 1985 wurde das Unternehmen in eine Kommanditgesellschaft auf Aktien umgewandelt und ging an die Börse. Präsident von Trinkaus & Burkhardt (Schweiz) AG in Zürich, Trinkaus & Burkhardt (International) S. A. in Luxemburg und VR Trinkaus & Burkhardt in Düsseldorf wurde der Bankier Hermann-Siegfried Graf zu Münster (* 1925).

### HSBC-Gruppe
Seit 1992 gehört Trinkaus & Burkhardt nach Übernahme der Midland Bank durch die HSBC Holdings plc zur HSBC-Gruppe und firmierte ab 1999 daher zunächst unter dem Namen HSBC Trinkaus & Burkhardt KGaA. Nach einem Beschluss der Hauptversammlung vom Mai 2006 wurde die Bank in eine Aktiengesellschaft umgewandelt und firmierte seit Ende Juli 2006 als HSBC Trinkaus & Burkhardt AG.

### Ermittlungsverfahren
Die Staatsanwaltschaft Düsseldorf führte im September 2016 ein Ermittlungsverfahren wegen Steuerstraftaten im Zusammenhang mit Cum-Ex-Geschäften gegen die HSBC Trinkaus. Im Juni 2022 wurde öffentlich, dass gegen den Aufsichtsratsvorsitzenden Paul Hagen und die langjährige Vorstandsvorsitzende Carola Gräfin von Schmettow ermittelt wird.

### Entwicklung seit 2020
Die LBBW veräußerte ihren Minderheitsanteil von 18,7 % an HSBC Trinkaus & Burkhardt im Mai 2020 an die HSBC Germany Holdings GmbH. Die britische HSBC besaß somit 99,3 % der Aktien. Die restlichen Aktionäre, die 0,7 Prozent halten, sollten per Squeeze-out hinausgedrängt werden. Die neue Struktur ermögliche es der britischen Muttergesellschaft bei der deutschen Tochtergesellschaft durchzuregieren. Im September 2020 gab die Bank bekannt, dass nach fast 50 Jahren der Stammsitz an der Königsallee 21/23 aufgegeben werde. Die Corona-Pandemie habe bei der Entscheidung eine Rolle gespielt. Stattdessen bündelte HSBC die bisherigen Büroflächen in der Landeshauptstadt am neuen Verwaltungsstandort in Düsseldorf-Oberkassel im November 2020. Ebenfalls im November 2020 wurde bekannt, dass HSBC die Niederlassungen Hannover, Köln und Mannheim bis Ende 2021 schließen und die Beschäftigten auf die anderen Standorte verteilt werden sollen. Im Jahr 2020 wurde Paul Hagen Nachfolger von Andreas Schmitz im Amt des Vorsitzenden des Aufsichtsrats. Im Jahr 2021 gab die Bank bekannt, dass die deutsche Tochtergesellschaft in eine Niederlassung der HSBC Continental Europe in Paris umgewandelt und ihre Eigenständigkeit verlieren soll.  Im Zuge des organisatorischen Umbaus der Bank trat die bisherige Vorstandsvorsitzende Carola Gräfin von Schmettow im März 2021 zurück.

Seit 2023 ist HSBC Deutschland Teil der kontinentaleuropäischen Einheit, der HSBC Continental Europe.

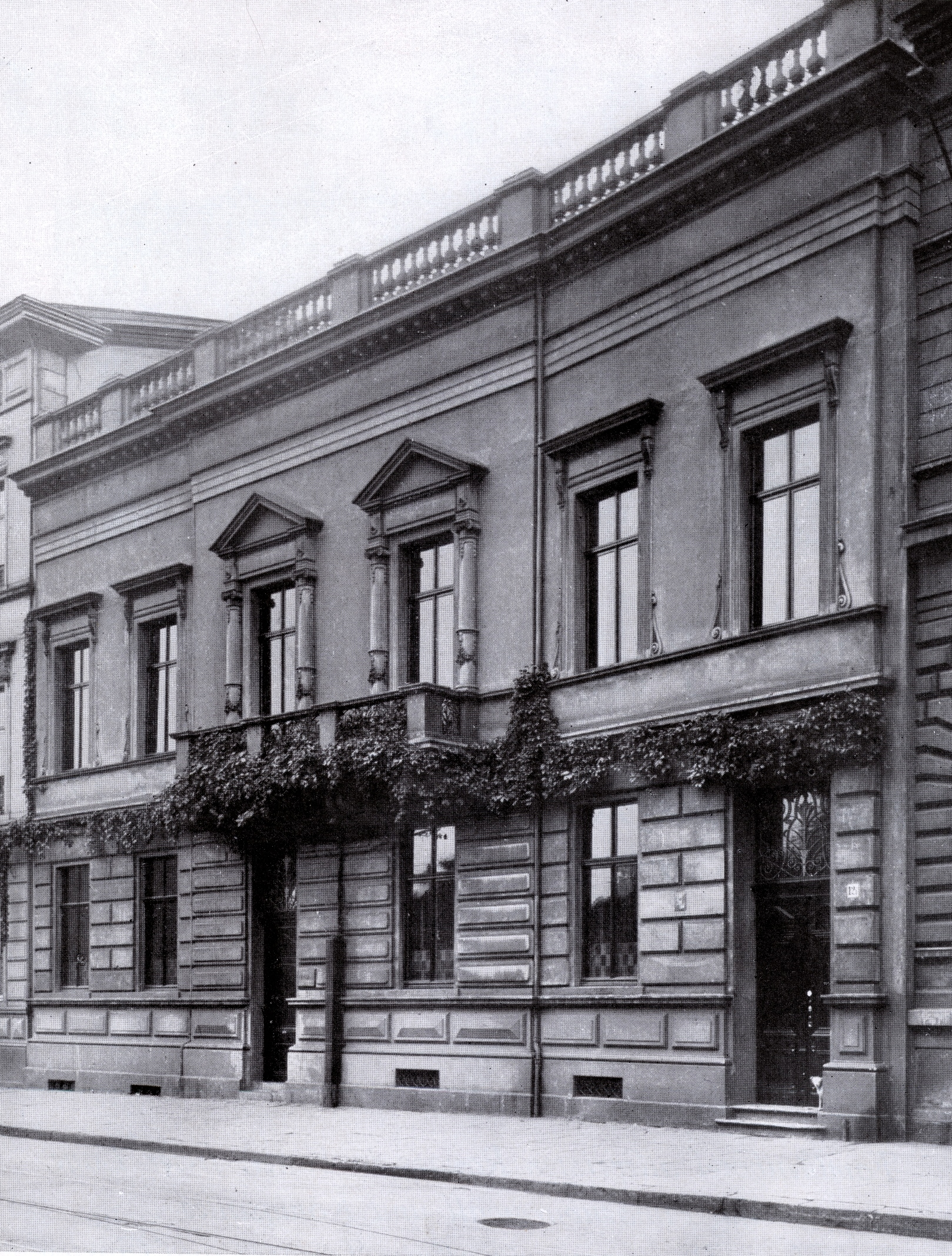
Früheres Bankhaus Trinkaus in der Hofgartenstraße 12b

## Unternehmensprofil
Das Bankhaus ist Teil der HSBC-Gruppe, einer der größten Finanzinstitute der Welt. Sie verfügt über ein Netzwerk in mehr als 60 Märkten und Territorien weltweit. Die HSBC-Gruppe besitzt 100 % der Anteile (Stand: 18. Juli 2024). 
HSBC hat in Deutschland rund 2400  Mitarbeiter und wird von einem Executive Committee geleitet.
HSBC wendet sich in Deutschland hauptsächlich an große und mittlere Unternehmen, institutionelle Kunden, den öffentlichen Sektor sowie vermögende Privatkunden. Daneben ist die Bank jedoch auch Emittent von Zertifikaten und Optionsscheinen.  HSBC Deutschland verfügt über Standorte in Düsseldorf, Baden-Baden, Berlin, Dortmund, Frankfurt am Main, München, Nürnberg, Stuttgart und Hamburg.

## Tochtergesellschaften
- Gesellschaft für industrielle Beteiligungen und Finanzierungen mbH, Düsseldorf
- Grundstücksgesellschaft Trinkausstraße KG, Düsseldorf
- HSBC Trinkaus Family Office GmbH, Düsseldorf
- HSBC Global Asset Management (Deutschland) GmbH, Düsseldorf
- HSBC Global Asset Management (Österreich) GmbH i. L., Wien
- HSBC Global Asset Management (Switzerland) AG, Zürich
- HSBC Transaction Services GmbH, Düsseldorf
- HSBC Trinkaus Gesellschaft für Kapitalmarktinvestments oHG, Düsseldorf
- HSBC Trinkaus & Burkhardt Gesellschaft für Bankbeteiligungen mbH, Düsseldorf
- HSBC Trinkaus Real Estate GmbH, Düsseldorf
- HSBC INKA – Internationale Kapitalanlagegesellschaft mbH, Düsseldorf
- Sino AG, Düsseldorf (Anteilsbesitz: 24,9 %)
- Trinkaus Private Equity Management GmbH, Düsseldorf